# Pogostemon
Pogostemon  é um gênero botânico da família Lamiaceae. Espécies originárias da África, Ásia e Oceania.

## Espécies
Formado por 126 espécies:
- Pogostemon amaranthoides Pogostemon andersonii Pogostemon aquaticus
- Pogostemon atropurpureus Pogostemon auricularia Pogostemon auricularius
- Pogostemon barbatus Pogostemon barbinervis Pogostemon battakianus
- Pogostemon benghalense Pogostemon benthamianum Pogostemon brachystachyus
- Pogostemon brevicorollus Pogostemon cablin Pogostemon championii
- Pogostemon chinensis Pogostemon ciliatus Pogostemon comosus
- Pogostemon crassicaulis Pogostemon cristatus Pogostemon cruciatum
- Pogostemon cypriani Pogostemon dasianus Pogostemon deccanensis
- Pogostemon dielsianus Pogostemon elatispicatus Pogostemon elsholtzioides
- Pogostemon erectum Pogostemon erectus Pogostemon esquirolii
- Pogostemon falcatus Pogostemon faurei Pogostemon formosanus
- Pogostemon fraternus Pogostemon frutescens Pogostemon gardneri
- Pogostemon glaber Pogostemon glabratus Pogostemon globulosus
- Pogostemon gracilis Pogostemon griffithii Pogostemon hedgei
- Pogostemon helferi Pogostemon heyneanus Pogostemon hirsutus
- Pogostemon hispidocalyx Pogostemon hispidus Pogostemon hortensis
- Pogostemon ianthinus Pogostemon imberbe Pogostemon indicus
- Pogostemon intermedius Pogostemon janthinum Pogostemon japonicum
- Pogostemon japonicus Pogostemon javanicus Pogostemon kachinensis
- Pogostemon koehneanus Pogostemon lavandulaespica Pogostemon lineare
- Pogostemon litigiosus Pogostemon longifolius Pogostemon lythroides
- Pogostemon macgregorii Pogostemon membranaceus Pogostemon menthoides
- Pogostemon micangensis Pogostemon mollis Pogostemon mutamba
- Pogostemon myosurodes Pogostemon myosuroides Pogostemon nelsonii
- Pogostemon nepetoides Pogostemon nigrescens Pogostemon nilagiricus
- Pogostemon paludosus Pogostemon paniculatus Pogostemon parviflorus
- Pogostemon patchouli Pogostemon patchouly Pogostemon peguanus
- Pogostemon pentagonum Pogostemon perilloides Pogostemon petelotii
- Pogostemon peethapushpum Pogostemon petiolaris Pogostemon philippinensis
- Pogostemon plectrantoides Pogostemon pressii Pogostemon pubescens
- Pogostemon pumilus Pogostemon purpurascens Pogostemon purpuricaulis
- Pogostemon quadrifolium Pogostemon quadrifolius Pogostemon reflexus
- Pogostemon reticulatus Pogostemon rogersii Pogostemon rotundatus
- Pogostemon rugosus Pogostemon rupestris Pogostemon salicifolius
- Pogostemon sampsonii Pogostemon septentrionalis Pogostemon speciosus
- Pogostemon stellata Pogostemon stellatum Pogostemon stellatus
- Pogostemon stellipila Pogostemon stocksii Pogostemon strigosus
- Pogostemon suavis Pogostemon sublanceolatus Pogostemon szemacensis
- Pogostemon tetraphylla Pogostemon tisserantii Pogostemon tomentosus
- Pogostemon travancoricus Pogostemon trinervis Pogostemon tsiangii
- Pogostemon trinervis Pogostemon tsiangii Pogostemon tuberculosus
- Pogostemon velatus Pogostemon verticillatus Pogostemon vestitus
- Pogostemon villosus Pogostemon wattii Pogostemon wightii
- Pogostemon williamsii Pogostemon xanthiifolius Pogostemon yatabeanus

## Nome e referências
Pogostemon Desfontaines, 1815